# Anne Riemersma

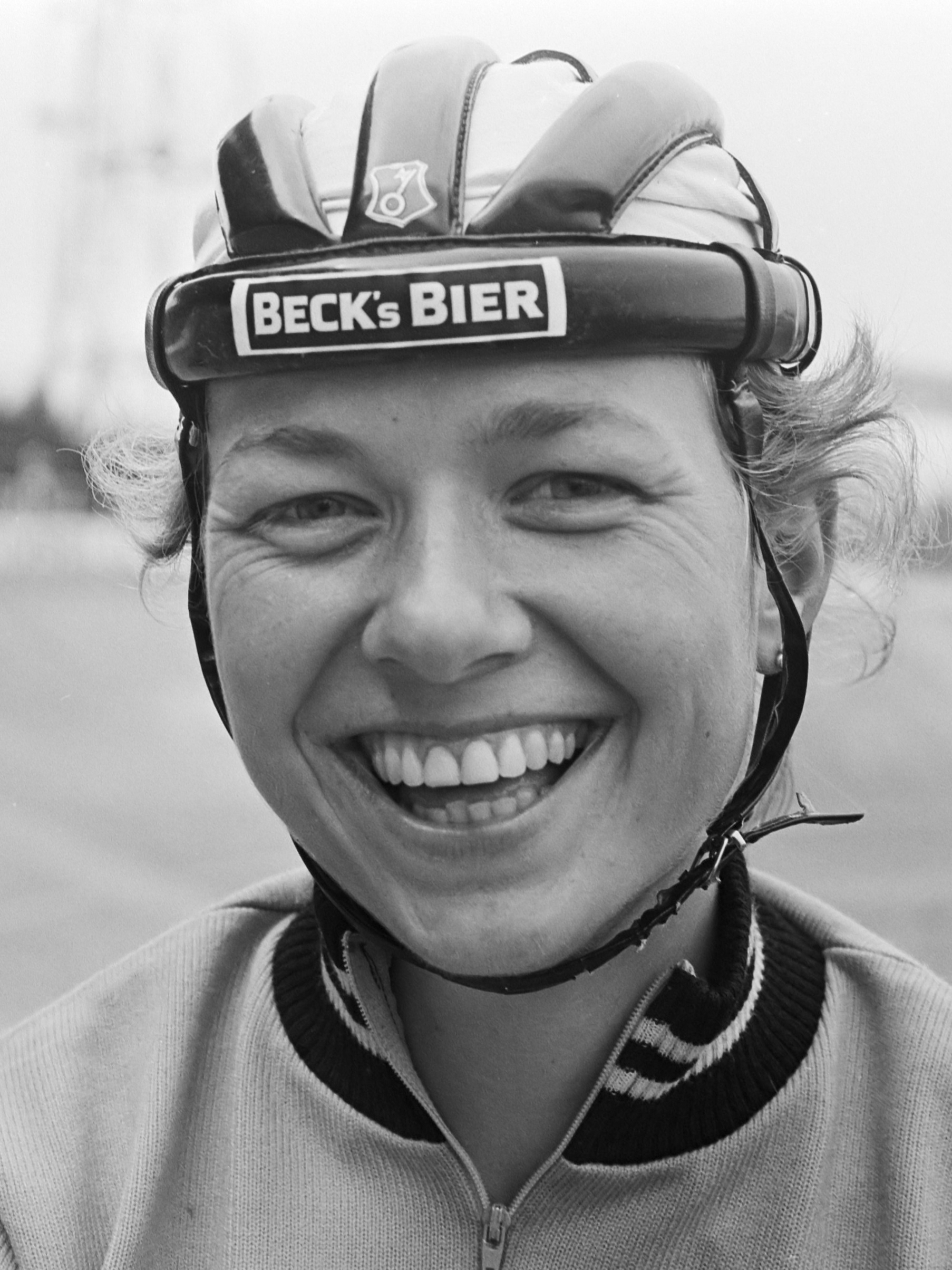
Anne Riemersma 1978

Anne Riemersma (* 1954) ist eine ehemalige niederländische Radrennfahrerin.
Anne Riemersma war in den 1970er Jahren als Radsportlerin aktiv. Ihre größten Erfolge waren drei Vize-Weltmeisterschaften in der Einerverfolgung, 1977, 1978 und 1979. 1978 wurde sie zweifache niederländische Meisterin, in der Verfolgung und im Omnium. Zudem gewann sie mehrere kleinere Straßenrennen. Im Winter 1980/1981 stürzte sie beim Training und erlitt so schwere Rückenverletzungen, dass sie ein Jahr zur Gesundung benötigte und ihre Radsport-Laufbahn beendete.
Anne Riemersma ist verheiratet mit dem Radrennfahrer Gerrit Möhlmann. Sie lebt heute in Apeldoorn, ihr Mann betätigt sich auf der dortigen Radrennbahn im Omnisport Apeldoorn als Schrittmacher. Das Ehepaar hat zwei Kinder, die ebenfalls erfolgreiche Radsportler sind, Peter und Pleuni Möhlmann, die mit dem Radrennfahrer Fulco van Gulik verheiratet ist. Auch Anne Riemersas Vater Sjerp war ein bekannter Amateur-Rennfahrer.
Ein übergroßes Modell ihrer Presto-Bahnmaschine ist vor dem Eingang zum Omnisport Apeldoorn zu sehen.